# Domingo de Toro Herrera
Domingo de Toro  Herrera (Santiago, 23 de enero de 1840-Talagante, 4 de mayo de 1923) fue un ingeniero, agricultor, político liberal y militar chileno. El Museo de la Guerra del Pacífico lleva su nombre en su honor. 

## Biografía

### Familia
Hijo de Domingo José de Toro-Zambrano y Guzmán y Emilia Herrera Martínez de la Torre. Bisnieto del Conde Mateo de Toro Zambrano y Ureta. Su hermana, Emilia de Toro Herrera, se casó con José Manuel Balmaceda Fernández. Se casó con Josefina Codecido y Oyagüe, de cuya unión nació Bernardino Toro Codecido.

### Estudios
Estudió en el Colegio de los Sagrados Corazones de Santiago y en el Instituto Nacional. Ingresó a la Universidad de Chile siguió sus estudios de Ingeniería  en Estados Unidos.Titulado de Ingeniero.

#### Joven profesional comprometido con la sociedad chilena
Cuerpo de Bomberos de Santiago
En 1863  La capital de Chile sufre una gran catástrofe  que causó más de 2000 víctimas, la gran mayoría mujeres y niños al incendiarse  la Iglesia de la Compañía durante el mes  de María, el 8 de diciembre de ese año, a los pocos días  se movilizan ciudadanos  y crean el Cuerpo de Bomberos Voluntarios  de Santiago, uno de los que forman este nuevo cuerpo de bomberos es el joven Domingo de Toro Herrera, quien años después  lo vemos postulando al cargo de Superintendente del Cuerpo de Bomberos de Santiago.
Club Hípico de Santiago
Fue fundado en 1869, la escritura de constitución se firmó en la casa de Domingo de Toro Herrera en pleno centro del Santiago de la época en Calle San Antonio con Huérfanos, a Domingo de Toro Herrera no le interesaban los cargos, si hacer cosas positivas, por lo que dentro del directorio aceptó el cargo de secretario. Es el primer centro hípico de Santiago destinado a las carreras de caballos, generando una gran cantidad de empleos. Su primer presidente fue Francisco Baeza Sotomayor y la primera carrera organizada en este club fue el 20 de septiembre de 1870.
Cerro Santa Lucía
En 1874 Cuando el Intendente de Santiago Benjamin Vicuña Mackenna había agotado los recursos de la Intendencia en el proyecto de remodelación del Cerro Santa Lucía, incluso su propia fortuna personal, tuvo que hacer un desesperado llamado en los periódicos santiaguinos  para llamar voluntarios a ayudarlo a remozar  las calles vecinas al cerro para dejar el proyecto completamente terminado, acudió a este llamado el joven ingeniero Domingo de Toro Herrera quien había organizado un grupo de apoyo  con otros jóvenes ingenieros para concretar el gran proyecto del Cerro Santa Lucía, lo que se logró con gran éxito ya que el joven ingeniero Toro Herrera  aporto su conocimiento con gran voluntad y también económicamente.
Congreso Nacional
Diputado suplente por Rere, período 1879-1882; fue diputado reemplazante en la Comisión Permanente de Guerra y Marina. Senador propietario por Coquimbo, periodo 1888-1894; se incorporó al Senado, el 3 de junio de 1889; integró la Comisión Permanente de Gobierno y Relaciones Exteriores y fue Senador reemplazante en la Comisión Permanente de Guerra y Marina y en la de Educación y Beneficencia. Nuevamente Diputado, pero, por La Serena, Elqui y Coquimbo, período 1900-1903; fue presidente provisorio de la Cámara, a partir del 15 de mayo de 1900, y entre el 2 de junio y 11 de julio de 1900 fue Presidente de la Cámara de Diputados, Mesa Directiva que estuvo integrada por el diputado Luis Barros Méndez como Primer Vicepresidente y Agustín Lazcano Echaurren como Segundo Vicepresidente.
Integró la Comisión Permanente de Industria, a partir del 7 de agosto de 1901, fecha en que, debido a una reforma reglamentaria, se reintegraron las Comisiones Permanentes. Fue Diputado reemplazante en la Comisión Permanente de Hacienda e Industria.

### Carrera militar
Perteneció a la generación de jóvenes que abandonó la comodidad de sus fortunas y tomó las armas para defender a su patria en la Guerra del Pacífico (1879). Antes del inicio de la guerra, en el mes de marzo, preocupado por la situación que Chile enfrentaba ante el descubrimiento del Tratado Secreto de Alianza  Ofensiva y Defensiva contra Chile firmado en 1873 por parte de Perú y Bolivia, y el anexo complementario  donde el 4 de octubre de 1873 se suma la república de Argentina pero solo en calidad de defensivo, o sea solo en caso  de ser Chile agresor, Argentina integraría la Alianza, es que motiva a otros vecinos de la capital y forman ese mes la Brigada de la recoleta recordemos como fue la organización de esta brigada cívica A dos cuadras escasas de la iglesia del Cármen Bajo, del convento de Monjas Carmelitas de la vieja Cañadilla, hoy Avenida de la Independencia, a dos cuadras, al norte del santuario nombrado y en el costado oriente, existía en marzo de 1879 una casa, de no muy humilde apariencia, signada con el número 45. Moraba en esa mansión un entusiasta vecino de aquel populoso barrio, y aunque sabemos que vamos a herir su innata modestia, nuestro amigo estimado, don Julio de la Cuadra; que era de don Julio la casa número 45, y en ella hubo de tener lugar la primera reunión para organizar la Brigada de la Recoleta, generadora del batallón movilizado Chacabuco.
A don DOMINGO DE TORO HERRERA cúpole el alto honor de ser designado primer jefe de la Brigada recoletina; hombre, práctico, alentado y entusiasta, buscó inmediatamente entre los vecinos del populoso barrio ultramapochino, al hombre, al soldado, que uniese al conocimiento del proletariado de la Recoleta i Cañadilla, el espíritu militar y la disciplina necesarias para organizar en debida forma su brigada.
Y el hombre elegido fue don Luis de la Cuadra, veterano del antiguo 7.º de Línea, que se había batido muy bien en Cerro Grande y que tenía fama de buen instructor, a la vez que de hombre de letras.
El comandante de TORO HERRERA, tenía ya mayor; oficiales, tropa, uniforme, armas, cuartel, nada había, faltaba todo; existía sí el santo entusiasmo y la actividad asombrosa del futuro jefe del movilizado Chacabuco, que había de formar en el populoso barrio ultra mapochino el primer cuerpo movilizado de la campaña de 1879.
Y en una noche de la primera semana de marzo de 1879, la brigada fue formada.
El día 3 en el escritorio de don Julio de la Cuadra, habitación colocada en primer término al costado izquierdo de la casa número 45 de la Cañadilla, tuvo lugar la primera reunión, a que citó don Domingo de Toro Herrera, para elegir la oficialidad de su brigada, buscar cuartel e iniciar los trabajos tendientes a levantar el cuerpo, cuya organización se le había encomendado.
Serían las ocho de esa memorable noche cuando, presidida por el comandante de Toro Herrera, se abrió la sesión en el escritorio del señor Julio de la Cuadra.
No hubo acta, ni lectura de documento alguno, ni oficios, ni tramitación escrita ninguna.
Presidió el comandante de Toro Herrera con su llaneza acostumbrada, y presentes se encontraron en aquella histórica junta don Luis y don Julio de la Cuadra, don Román Espeche, don Carlos Campo, don Vicente Dávila Baeza, don Santiago Luna, don Roberto Ovalle Valdés, don Temístocles Castro, don Moisés Campo, don Ramón Bustamante, don Julio Olmedo Búlnes, don Juan Antonio Ibáñez, don Fernando Pardo, don Ramón Sotta Dávila i el que estos renglones escribe, que llegó a la casa citada acompañado de don Cárlos Campos.
No fue larga aquella sesión, que más bien fue breve, porque el novel comandante Toro Herrera probó desde esa noche que era hombre llano, muy activo, muy patriota, bien intencionado, caballeroso. Desde ese momento y durante toda la campaña su lema, sus propósitos fueron: servir bien, con valor, abnegación, desinterés y patriotismo.
En esa primera sesión se acordó el uniforme, se eligió el vistoso i militar ropaje que usó en otro tiempo el viejo Chacabuco: cuello, botamanga y vivos verdes en la casaca; franja verde en el pantalón; kepí azul negro, con faja también verde.
Se tocaría generala el próximo Domingo la casa, el cuartel no lo teníamos; alguien indicó un conventillo de la calle Salas, propiedad de don Juan Fernández Puelma, cito en la primera cuadra de esa calle, número 25, se aceptó la idea y al siguiente día teníamos cuartel.
Se eligió la oficialidad, los grados se repartieron hermanablemente: el aspecto, la edad, la viveza que demostraba cada cual designó el empleo, el galón que a cada uno se dio.
No hubo votación, ni cambullón alguno: sencillamente cada cual aceptó el puesto que se le discernió: lo único que se peleaba entre aquellos hombres era un galón para combatir, para morir!
Comandante de la Brigada era ya don Domingo de Toro Herrera.
Llegó a ser teniente coronel en 1879 y coronel al año siguiente. Comandante del Batallón Chacabuco (1879-1881), participando en las acciones bélicas en Pisagua, Dolores, Tarapacá y Batalla de Tacna. Combatió también en Chorrillos.
En la Batalla de Chorrillos fue herido por una bala que le atravesó la cadera de lado a lado, no pudiendo caminar pide su caballo y no dejó nunca de animar a sus «niños» mandando con valor, ánimo y convicción, a los 45 minutos le hieren de muerte a su leal caballo, pide otro caballo el que fue también muerto a los 15 minutos y ante esto fue retirado del campo de batalla.
En la batalla de Tacna recuerda  el médico jefe  de la ambulancia boliviana «que ante la victoria de los chilenos un grupo de estos soldados entra a la ambulancia registrando que no se encontraran oficiales sanos escondidos, provocando gran desorden, y pide socorro al oficial Toro Herrera quien de inmediato lo socorre y ordena compostura y cuidado para con esa ambulancia por parte de los soldados chilenos, acto que agradeció al comandante Chileno».
Para analizar el carácter del comandante Domingo de Toro Herrera debemos también recordar que después de la Captura del Huascar fue nombrado él como comandante militar de la plaza, al ver al Huascar en las condiciones tan lamentables con sus conocimientos de ingeniería colabora para las primeras reparaciones que permitió llevar al Huascar a Valparaíso. Se preocupó de dar entierro con honores de héroes a Grau y demás oficiales y tripulación caídos durante la Batalla de Angamos el 8 de octubre de 1879, con banda de guerra, asistencia de todas las autoridades políticas y militares y demás fuerzas vivas de la zona.
Otro detalle interesante es que le fue encomendado a don Domingo de Toro Herrera  bajar la bandera chilena que flameo desde enero de 1881 hasta 1883 en el Palacio de los Virreyes del Perú y entregarla al presidente Domingo Santa María en Santiago de Chile.
Fraguó una gran amistad con su compañero de armas y héroe de la Batalla de Tacna, el Comandante Don Ricardo Santa Cruz Vargas. También con Sofanor Parra y Vicente Zegers entre otros destacados héroes veteranos del 79.
Fue comandante general de marina (1885). Durante su mando el 5 de abril de 1885 se funda el Club Científico Naval, que es hoy el Club Naval de Valparaíso.
Presidió la Liga Patriótica  desde su creación hasta que por edad no pudo seguir presidiéndola y se le confirió la calidad de presidente honorario hasta el día que fallece. Esta liga Patriótica estaba formada por veteranos de la guerra del pacífico y se presentaban en todos los actos públicos conmemorativos de las acciones de la guerra del pacífico, también en los funerales de los veteranos del 79 y en fiestas patrias. Se preocupaban de colaborar con los Cuerpos de Veteranos y de Inválidos del 79.
En 1911  participa activamente en el traslado desde el Museo Militar  a la Catedral Metropolitana los corazones de los oficiales del Batallón de Línea Chacabuco, dirige el viejo comandante fundador un discurso que  conmovió de tal forma que sacó merecidos aplausos de los miles  de asistentes.
Una de las últimas obras de don Domingo de Toro Herrera es la inauguración del Monumento a los Héroes de la Concepción, organizando actividades para reunir los recursos por erogación popular, se encomendó la creación del monumento a la gran escultora nacional Rebeca Matte y se inaugura el 9 de julio de 1922 y es el veterano del 79 Domingo de Toro Herrera quien dirige el discurso original, Domingo de Toro Herrera.
1922 pasa a tener el cargo de Intendente General del Ejército y el Congreso Nacional le confiere el grado de General de Brigada.
Fallece en 1923 en Talagante y se le realiza la ceremonia fúnebre en la Catedral de Santiago, se realizan sus funerales con Honores de General de la República y Héroe Veterano de la Guerra del Pacífico.

### Desempeño político
- Intendente de Copiapó (1880), de Coquimbo (1881) y de Valparaíso (1885).
- Consejero de Estado elegido por la Cámara de Diputados (1889-1896).
- Superintendente de la Casa de Moneda (1891).
- Fue neutral en la guerra civil de 1891.
- Diputado por La Serena, Elqui y Coquimbo (1900-1903), integró la comisión permanente de Gobierno y Relaciones Exteriores.
- Vicepresidente de la Cámara de Diputados (1901).